# Укрдіпроліс
Український державний проєктно-вишукувальний інститут лісового господарства «Укрдіпроліс» — багатопрофільна проєктно-дослідницька організація, яка здійснює проєктно-вишукувальні роботи для підприємств лісового господарства. Підпорядковане Державному комітету лісового господарства України.
1948 року заснована Київська проєктно-вишукувальна експедиція «Агроліспроект», яка у 1969 році була реорганізована у Київський Філіал Всесоюзного державного проектно-вишикувального інституту лісового господарства «Союздіпролісгосп». У 1991 році перейменовано в Український державний проектно-вишикувальний інститут лісового господарства «Укрдіпроліс» Мінлісгоспу України.
У 1998 році «Укрдіпроліс» став базовою організацією з метрології та стандартизації у системі Державного комітету лісового господарства України з питань розроблення нормативної документації з виробничої діяльності, нормування праці, матеріальних ресурсів та управління виробництвом.
Основні напрямки діяльності: норми виробітку та витрат матеріалів по деревообробці та лісогосподарській діяльності; розробка стандартів, пов'язаних з деревиною, лісопродукцією та декоративними рослинами; проєктно-кошторисна документація на декоративні розсадники, утримання парків; протипожежне облаштування лісових територій.
Загальна чисельність працюючих понад 30 чоловік.